# ادواردو پاسارلی
ادواردو پاسارلی (ایتالیایی: Eduardo Passarelli؛ ‏ ۲۰ ژوئیهٔ ۱۹۰۳ – ۹ دسامبر ۱۹۶۸) هنرپیشه اهل ایتالیا بود.
از فیلم‌ها یا برنامه‌های تلویزیونی که وی در آن نقش داشته‌است می‌توان به روکو و برادرانش، رم، شهر بی‌دفاع، زندگی سگی، چرخ‌وفلک ناپل، توتو تارزان، شش همسر باربابلو، دو رقیب و مهاجران اشاره کرد.